# Dorfkirche Groß Chüden

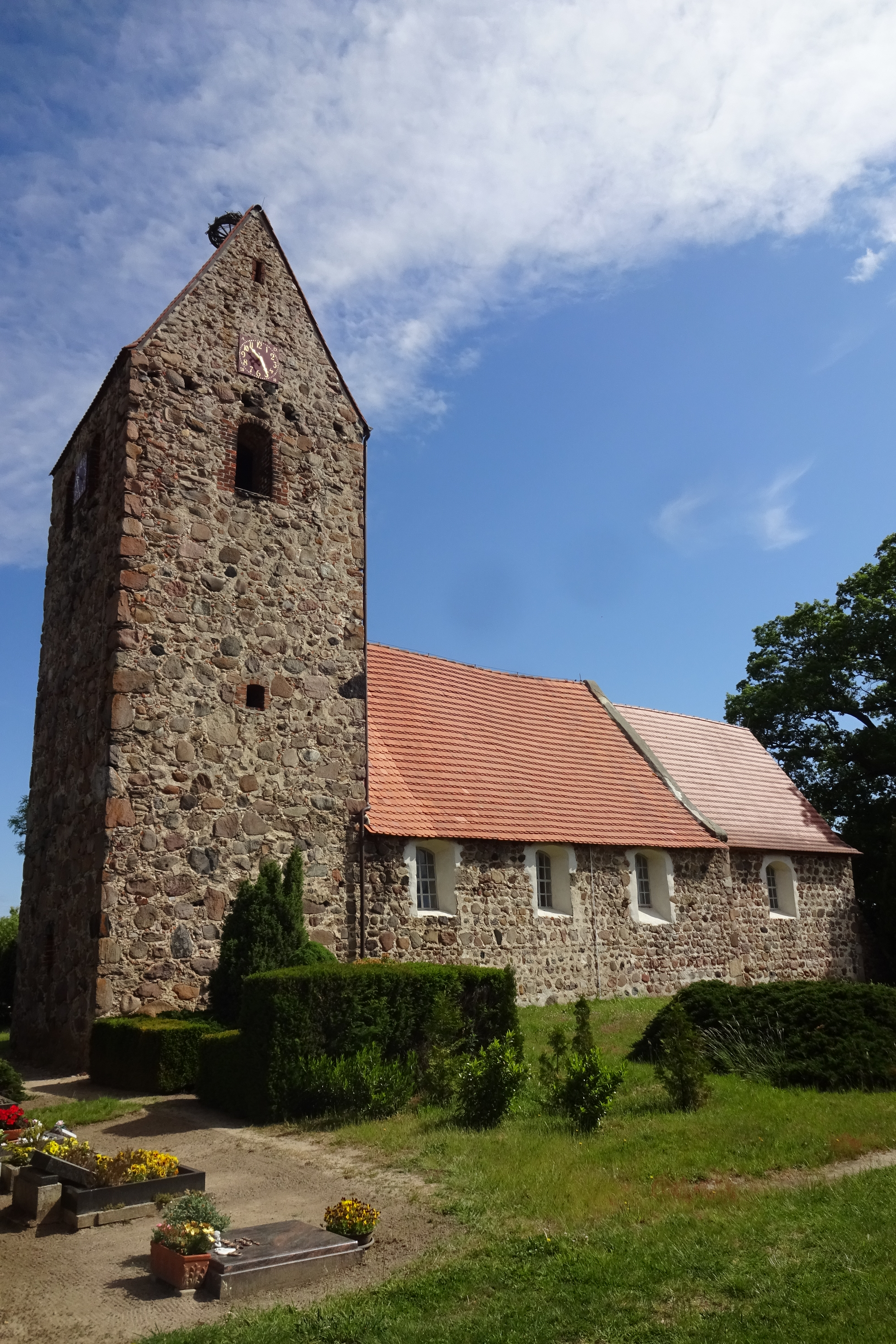
Kirche Groß Chüden

Die evangelische Dorfkirche Groß Chüden ist eine romanische Saalkirche im Ortsteil Groß Chüden von Salzwedel im Altmarkkreis Salzwedel in Sachsen-Anhalt. Sie gehört zum Kirchspiel Groß Chüden im Kirchenkreis Salzwedel der Evangelischen Kirche in Mitteldeutschland.

## Geschichte und Architektur
Die Kirche ist eine spätromanische Saalkirche mit eingezogenem quadratischem Chor aus Feldsteinmauerwerk, an der Nordseite sind Portal und Priesterpforte angeordnet, jeweils rundbogig mit Backsteinlaibung. Die Fenster sind bis auf das kleine rundbogige an der Ostseite neuzeitlich vergrößert. Im späten Mittelalter erfolgte der Anbau eines im Norden mit dem Schiff fluchtenden, im Süden eingezogenen Westquerturms, dessen Dach mit steilen Turmgiebeln versehen ist. Der Turm ist nur mit einer Leiter über eine hoch sitzende Backsteinpforte mit Stichbogen auf der Nordseite zugänglich und wird daher als Zufluchtsort gedeutet.
Anhand eines Sturzholzes eines Durchgangs im Giebel zwischen Schiff und Chor wurde das Bauwerk dendrochronologisch auf 1184±10 datiert, ein Balken im Turm auf 1338.
Im Innern sind Schiff und Chor flachgedeckt. Der Triumphbogen ist gestelzt rundbogig.

## Ausstattung
Das künstlerisch wertvolle Schnitzretabel stammt vom Ende des 15. Jahrhunderts; es zeigt im Schrein Maria im Strahlenkranz in gewölbter, polygonaler Nische; seitlich und in den Flügeln sind 16 Heilige in zwei Reihen angeordnet, die nur zum Teil identifiziert sind; alle Figuren stehen unter kielbogigen Baldachinen, in der Predella ist die Anbetung der Heiligen Drei Könige dargestellt. Über dem Schrein ist ein großer hölzerner Kruzifixus aus dem 16. Jahrhundert aufgestellt, der wohl aus einer Salzwedeler Werkstatt stammt. Dieser war ursprünglich wahrscheinlich nicht für diesen Ort vorgesehen. Ein schmuckloser achteckiger Taufstein mit Fassungsresten stammt wohl vom Ausgang des Mittelalters. Eine schlichte barocke Holzkanzel gehört ebenfalls zur Ausstattung.
Auf dem Turm sind noch zwei mittelalterliche Glocken erhalten. Die größere Glocke hat den Schlagton c2-3. Am Mantel sind vier große Plaketten mit den Evangelistensymbolen angebracht, schräg unter jeder Plakette sitzt ein Brakteatenabguss.
Die kleinere Glocke mit dem Schlagton d2-5 stammt von 1524 und trägt die Minuskelinschrift: „anno domini m ccccc xiiii katerina antonivs groteian“.